# Solid State Survivor
| 전문가 평가   | 전문가 평가 |
| 평가 점수     | 평가 점수   |
| 출처          | 점수        |
| ------------- | ----------- |
| AllMusic      | [ 1 ]       |
| The Guardian  | [ 2 ]       |
| Record Mirror | [ 3 ]       |
| Smash Hits    | 7/10        |

《Solid State Survivor》는 1979년에 발매된 일본의 전자 음악 밴드 옐로 매직 오케스트라의 두 번째 스튜디오 음반이다. 이후, 《Solid State Survivor》는 1982년 영국에서 LP와 카세트로 발매되었고, 1992년 미국에서 CD로 발매되었지만, 이 음반의 많은 곡들은 〈Behind the Mask〉, 〈Rydeen〉, 〈Day Tripper〉, 〈Technopolis〉를 포함한 《X∞Multiplies》 (1980년)의 미국 프레싱으로 미국에서 발매하기 위해 편집되었다. 《Solid State Survivor》는 트랙 타이틀에 일본어와 동등한 것이 없는 소수의 YMO 음반 중 하나일 뿐이다.
이 음반은 신스팝의 초기 사례였으며, 이 밴드는 초기 음반인 《YELLOW MAGIC ORCHESTRA》 (1978년)와 함께 개척하는 데 도움을 주었다. 《Solid State Survivor》는 제22회 일본 레코드 대상에서 베스트 앨범상을 수상했고, 200만 장의 음반을 판매했다. 2020년, 《재팬 타임스》의 조너선 맥나마라는 《롤링 스톤》이 선정한 역사상 가장 위대한 음반 500장에 포함시킬 가치가 있는 10개의 일본 음반 중 하나로 이름을 올렸다. 같은 해, 리뷰 애그리게이터 사이트인 어클레임드 뮤직은 이 음반을 가장 최근에 개정된 3000장의 음반 목록에서 2876위에 올려놓았다.

## 배경
이 음반은 1978년 YMO가 세이코홀딩스 쿼츠 시계 광고를 위해 처음 제작한 〈Behind the Mask〉로도 알려져 있다. YMO는 신시사이저를 멜로디에, 디지털 게이트 에코를 작은북에 사용했다. 이 곡은 마이클 잭슨과 같은 다른 아티스트들에 의해 수많은 커버 버전이 제작되었다. 퀸시 존스와 함께, 잭슨은 원래 그의 베스트 셀러 음반 《Thriller》 (1982)를 위해 의도된 추가적인 가사와 함께 약간 더 댄스 펑크 버전의 테크노 클래식을 제작했다. 작곡가 사카모토 류이치와 작사가 크리스 모스델의 승인에도 불구하고 결국 옐로 매직 오케스트라 운영진과의 법적 문제로 《Thriller》 음반에서 제외되었다. 그럼에도 불구하고, 잭슨의 커버 버전은 결국 2010년 그의 사후 음반 《Michael》에 등장하기 전에 그레그 필린게인즈, 에릭 클랩튼, 오비탈, 그리고 휴먼 리그에 의해 연주되었다.
〈Technopolis〉는 테크노, 특히 디트로이트 테크노라는 용어를 제목에 사용했고, 전자 메카로서 도쿄에 경의를 표했으며, 후에 후안 앳킨스와 릭 데이비스가 사이보트론과 함께 가질 개념을 예감했기 때문에 테크노 발전에 "흥미로운 공헌"으로 여겨진다.
이 음반의 타이틀곡 〈Solid State Survivor〉는 뉴 웨이브 신스 록 곡이다. 인기 애니메이션 시리즈인 《드래곤볼 Z》는 후에 1990년 텔레비전 스페셜 《드래곤볼 Z 단 한 명의 최종 결전 프리저에게 도전한 Z전사》의 주제곡으로 〈Solid State Survivor〉라는 노래와 함께 이 노래와 음반에 경의를 표했다.

## 음악성
전작인 A&M 믹스를 제작한 다음 달부터 녹음을 시작했다. 지난 음반을 제작한 기세를 유지한 상태였다. 사카모토 류이치와 타카하시 유키히로는 의식이 영국에 있었던 점, 타카하시가 자신의 의견을 말하게 된 적도 있어 퓨전이나 오리엔탈, 디스코의 요소가 일소되어 뉴 웨이브 색이 강해지고, 그 점에서 당시의 영국에 있어서의 음악 상황의 변화가 작풍에 나타나고 있다.
당초 음반 타이틀은 《메타마》(メタマー, 돌연변이를 뜻하는 Metamorphose)로 지어졌다. 《메타마》에 관해서 호소노 하루오미는 "YMO의 테마는 메타·팝스"라고 말하고 있어 이 말은 "뮤테이트 (변이)와 팝스'를 조합한 조어였다.
본 음반은 일본에서 테크노 팝이라는 한 장르의 선구가 되었고, 그 후 "YMO 칠드런"이라 불리는 뮤지션들에게 큰 영향을 주었지만 제작 당시의 YMO에게 그런 부담은 없이 단순히 스튜디오에서 소리 만들기를 즐겼을 뿐이었다. 이 무렵부터 크라프트베르크나 YMO를 가리켜 테크노, 테크노 팝이라고 하는 키워드가 사용되기 시작해 호소노는 비로소 "아, (자신들은) 그렇구나"라고 깨달았다고 한다. 또 본작은 상업적인 성공을 노리고 있던 것도 아니기 때문에, 발매 후 월드 투어에 나섰던 YMO는, 투어처에서 일본내에서의 본작의 히트 소식을 듣고 놀랐다. 호소노는 "그런 것을 의식하지 않는 편이 재미있게 할 수 있으니까"라고 오히려 당황했다고 회상하고 있다.

## 차트 성적
오리콘 차트에서는 LP, CT 모두 최고위 1위를 차지했다. LP는 등장 횟수 82회, CT는 등장 횟수 65회이다. 매출 매수는 LP 76.6만장, CT 25.5만개, 누계 102.1만장이다.

## 곡 목록
| #  | 제목                   | 작곡              | 재생 시간 |
| -- | ---------------------- | ----------------- | --------- |
| 1. | 〈Technopolis〉        | 사카모토 류이치   | 4:14      |
| 2. | 〈Absolute Ego Dance〉 | 호소노 하루오미   | 4:37      |
| 3. | 〈Rydeen〉             | 타카하시 유키히로 | 4:26      |
| 4. | 〈Castalia〉           | 사카모토          | 3:31      |

| #  | 제목                     | 작사          | 작곡          | 재생 시간 |
| -- | ------------------------ | ------------- | ------------- | --------- |
| 1. | 〈Behind the Mask〉      | 크리스 모스델 | 사카모토      | 3:36      |
| 2. | 〈Day Tripper〉          | 레논-매카트니 | 레논-매카트니 | 2:40      |
| 3. | 〈Insomnia〉             | 모스델        | 호소노        | 4:57      |
| 4. | 〈Solid State Survivor〉 | 모스델        | 타카하시      | 3:58      |